# Dodona pallidior
Dodona pallidior är en fjärilsart som beskrevs av Walter Karl Johann Roepke 1921. Dodona pallidior ingår i släktet Dodona och familjen Riodinidae. Inga underarter finns listade i Catalogue of Life.